# Будча
Будча (слч. Budča) насељено је мјесто са административним статусом сеоске општине (слч. obec) у округу Звољен, у Банскобистричком крају, Словачка Република.

## Становништво
| Година:    | 1994. | 2004.    | 2014.   | 2024.   |
| ---------- | ----- | -------- | ------- | ------- |
| Број људи: | 979   | 1181     | 1295    | 1370    |
| Разлика:   |       | +20,63 % | +9,65 % | +5,79 % |

| Година:    | 2023. | 2024.   |
| ---------- | ----- | ------- |
| Број људи: | 1379  | 1370    |
| Разлика:   |       | -0,65 % |

Према подацима о броју становника из 2011. године насеље је имало 1.275 становника.